# Callodicopus cursor
Callodicopus cursor är en stekelart som beskrevs av Dmitriy Alekseevich Ogloblin 1955. Callodicopus cursor ingår i släktet Callodicopus och familjen dvärgsteklar. Inga underarter finns listade.